# 黑森林 (科羅拉多州)
黑森林（英語：Black Forest）是位於美國科羅拉多州艾爾帕索縣的一個人口普查指定地區。

## 地理
黑森林的座標為39°02′12″N 104°40′40″W / 39.03667°N 104.67778°W，而該地最高點為海拔高度2246米（即7369英尺）。

## 人口
根據2010年美國人口普查的數據，黑森林的面積為330.30平方千米，當中陸地面積為330.10平方千米，而水域面積為0.20平方千米。當地共有人口13116人，而人口密度為每平方千米39人。